# Provinz Federico Román
Federico Román (auch: General Federico Román) ist eine Provinz im nordöstlichen Teil des Departamento Pando im Tiefland des südamerikanischen Anden-Staates Bolivien. Die Provinz trägt ihren Namen nach General Federico Román.

## Lage
Die Provinz ist eine von fünf Provinzen im Departamento Pando. Sie grenzt im Westen an die Provinz Abuná, im Südwesten an die Provinz Manuripi, im Südosten an das Departamento Beni, und im Osten und Norden an die Republik Brasilien.
Die Grenze zum Departamento Beni im Süden bildet der Río Beni, und zum Nachbarland Brasilien der Rio Madeira im Osten und der Río Abuná im Norden.
Die Provinz erstreckt sich zwischen 09° 41' und 10° 51' südlicher Breite und 65° 17' und 66° 39' westlicher Länge, ihre Ausdehnung von Westen nach Osten beträgt 200 Kilometer, von Norden nach Süden 150 Kilometer.

## Bevölkerung
Die Einwohnerzahl der Provinz Federico Román ist in den vergangenen drei Jahrzehnten auf das Vierfache angestiegen:
| Jahr | Einwohner | Quelle       |
| ---- | --------- | ------------ |
| 1992 | 1 516     | Volkszählung |
| 2001 | 2 242     | Volkszählung |
| 2012 | 7 034     | Volkszählung |
| 2024 | 6 074     | Volkszählung |

39,6 Prozent der Bevölkerung sind jünger als 15 Jahre, der Alphabetisierungsgrad in der Provinz beträgt 72,6 Prozent. (1992)
87,9 Prozent der Bevölkerung sprechen Spanisch, 3,1 Prozent Quechua, 1,2 Prozent Aymara, und 26,5 Prozent ausländische Sprachen (in erster Linie Portugiesisch, auf Grund der Nähe zum Nachbarland Brasilien). (1992)
83,1 Prozent der Bevölkerung haben keinen Zugang zu Elektrizität, 59,1 Prozent leben ohne sanitäre Einrichtung. (1992)
83,1 Prozent der Einwohner sind katholisch, 15,2 Prozent sind evangelisch. (1992)

## Gliederung
Die Provinz Federico Román gliederte sich bei der Volkszählung von 2024 in die folgenden drei Verwaltungsbezirke (bolivianisch „Municipios“):
- 09-0501 Municipio Nueva Esperanza (3.710 km²) im östlichen Teil der Provinz – 1.390 Einwohner – 0,37 Einwohner/km²
- 09-0502 Municipio Villa Nueva (2.826 km²) im südlichen Teil der Provinz – 2.500 Einwohner – 0,88 Einwohner/km²
- 09-0503 Municipio Santos Mercado (7.021 km²) im westlichen Teil der Provinz – 2.184 Einwohner – 0,31 Einwohner/km²

## Ortschaften in der Provinz Federico Román
- Municipio Nueva Esperanza
  - Nueva Esperanza 651 Einw. – Arca de Israel 237 Einw. – Aserradero Los Indios 145 Einw.

- Municipio Villa Nueva
  - Loma Alta 646 Einw. – Reserva 360 Einw. – San Ignacio 152 Einw. – Democracia 141 Einw. – Las Malvinas 106 Einw. – Enarevena 104 Einw. – Santa Isabel 98 Einw.

- Municipio Santos Mercado
  - Villa Victoria 333 Einw. – San Martín 240 Einw. – San Martín Tacana 192 Einw. – San José 177 Einw. – Conflicto 151 Einw. – Chiripa 148 Einw. – Almendros II 142 Einw. – Los Almendros 81 Einw.